# Trolltjärnen (Degerfors socken, Västerbotten, 715739-167180)
Trolltjärnen är en sjö i Vindelns kommun i Västerbotten och ingår i Umeälvens huvudavrinningsområde. Sjön har en area på 0,0843 kvadratkilometer och ligger 218 meter över havet.

## Delavrinningsområde
Trolltjärnen ingår i det delavrinningsområde (715662-167069) som SMHI kallar för Ovan Svartvikbäcken. Medelhöjden är 226 meter över havet och ytan är 22,72 kvadratkilometer. Det finns ett avrinningsområde uppströms, och räknas det in blir den ackumulerade arean 33,76 kvadratkilometer. Björkträskbäcken som avvattnar avrinningsområdet har biflödesordning 3, vilket innebär att vattnet flödar genom totalt 3 vattendrag innan det når havet efter 136 kilometer. Avrinningsområdet består mestadels av skog (78 procent). Avrinningsområdet har 1,26 kvadratkilometer vattenytor vilket ger det en sjöprocent på 5,5 procent.